# Station Malton
Malton is een spoorwegstation van National Rail in Malton, Ryedale in Engeland. Het station is eigendom van Network Rail en wordt beheerd door First TransPennine Express. Het station is geopend in 1845.